# Амаласунта
Амаласунта или Амаласвинта (гот.  ?-535) била је кћерка остроготског краља Италије Теодорика Великог и доцније краљица Острогота. Била је добро образована и говорила је течно латински, грчки и готски.

## Регент Аталарику
Најпре се тајно удала за роба, кога онда њена мајка убија. Затим се 515. године удала за остроготског племића Еутарика, који је претходно живео у визиготској Иберији. Еутарик је рано умро и оставио је иза себе двоје деце, Аталарика и Матасуенту. Кад јој је умро отац Теодорик Велики 526. године, малољетни син Аталарик га наслеђује, а Амаласунта влада као регент свог сина Аталарика. Мајка је покушала да обезеди Аталарику образовање у духу римске традиције, али готско племство се томе опирало и захтевало је да они имају утицај. Они су захтевали да краљ буде ратнички обучен, а и да пије као остали варвари, што је одвело младог Аталарика рано у гроб. Била је доста непопуларна међу готским племством.

## Постаје краљица
Одржавале је блиске односе са византијским царем Јустинијаном I. Допустила му је да користи Сицилију као базу за Велизаров напад на Вандале у Северној Африци.
Након смрти сина постаје краљица, а рођак Теодахад јој је био партнер у владавини и касније је издаје. Племство се побунило против ње и затворило ју је на једном острву, где је убијају 535. године, а Теодахад постаје краљ.

## После њене смрти
Након њене смрти Јустинијан I је послао Велизара и започео Готски рат, поново заузимајући Италију и свргавајући Теодахада.